# Portimão
Portimão je grad i općina od 59.845 stanovnika na jugu Portugala .
Smatra se da je Portimão nastao na mjestu feničke i kartaške trgovačke kolonije. Kako postoje brojni arheološki nalazi iz rimskog doba, pretpostavlja se i da je tu postojao lučki grad, ali se ne zna je li to bio Portus Hanibalis ili Portus Magnus.